# Nilvange
Nilvange (Duits: Nilvingen) is een gemeente in het Franse departement Moselle (regio Grand Est). Nilvange telde op 1 januari 2022 4.375 inwoners.
De plaats maakte deel uit van het arrondissement Thionville-Ouest tot dat op 22 maart 2015 fuseerde met het arrondissement Thionville-Est tot het huidige arrondissement Thionville.

## Geografie
De oppervlakte van Nilvange bedroeg op 1 januari 2022 2,81 vierkante kilometer; de bevolkingsdichtheid was toen 1.556,9 inwoners per km².

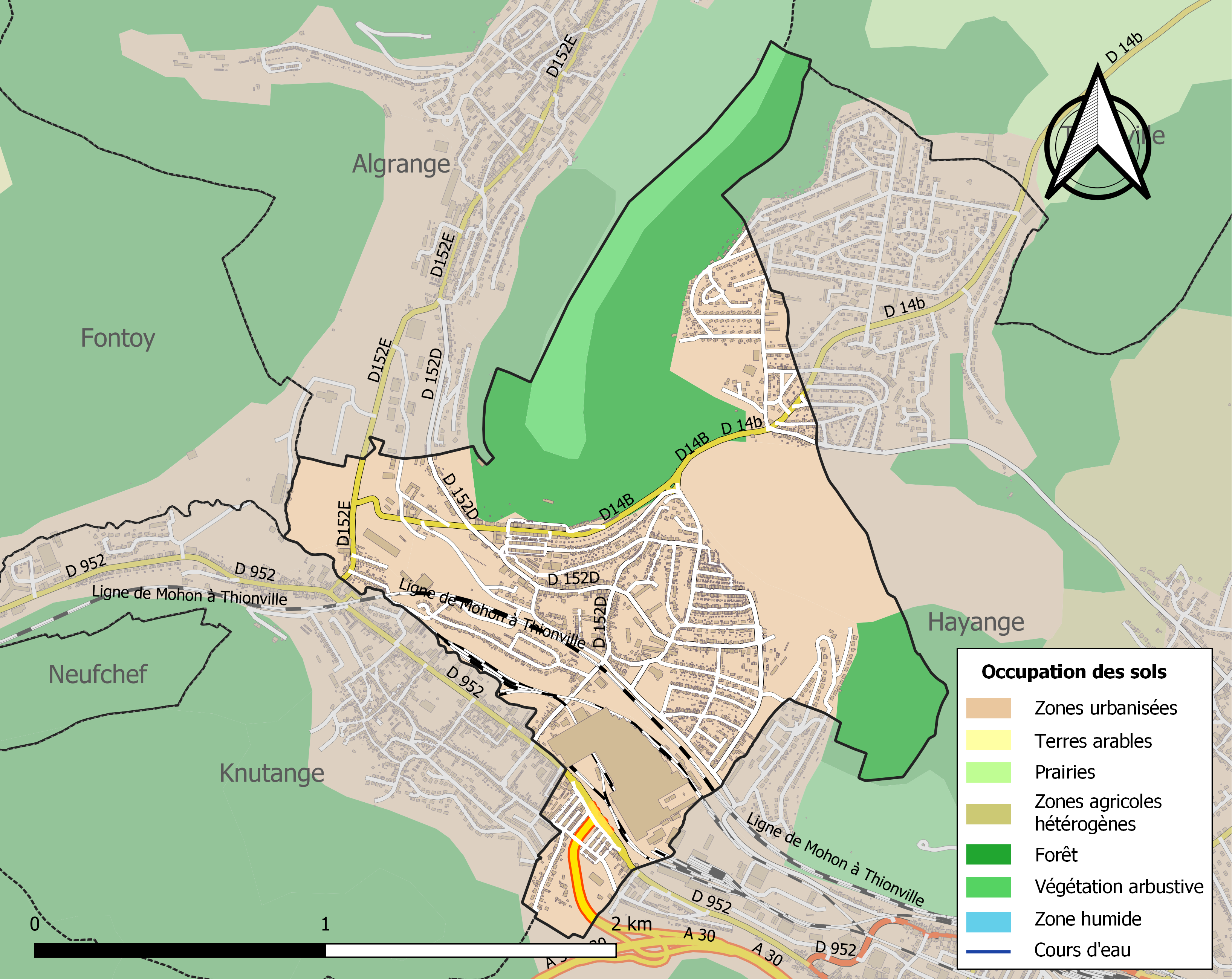
Kaart van de gemeente met de belangrijkste infrastructuur, bodemgebruik en omliggende gemeenten

## Demografie
Onderstaande figuur toont het verloop van het inwonertal (bron: INSEE-tellingen).